# 綠人與農民聯盟
綠人與農民聯盟（缩写为ZZS）是拉脫維亞綠色/農業主義、保守主義聯盟。聯盟成員有拉脫維亞農民聯盟、為了拉脫維亞和文茨皮爾斯與拉脫維亞社會民主工人黨 。
與中西歐多數左派綠色政治運動相比，綠人與農民聯盟屬於中間派聯盟。雖然聯盟官方領導人是Armands Krauze，但該聯盟的實際領導人物及主要資金來源是艾瓦爾斯·雷姆伯格斯（Aivars Lembergs）。萊伊蒙茨·維尤尼斯在2015年當選拉脫維亞總統後，辭去聯盟內領導職務。

## 歷史
綠人與農民聯盟在2002年拉脫維亞議會選舉前成立，在該次選舉中拿下12席。2004年3月，綠黨成員因杜利斯·艾姆西斯（Indulis Emsis）就任拉脫維亞總理。
在歐洲方面，綠黨與歐洲綠黨 - 歐洲自由聯盟合作，農民聯盟與歐洲自由民主改革黨合作。2004年歐洲議會選舉前，綠人與農民聯盟宣布其議員將根據所屬政黨加入兩個歐洲議會黨團之一。該聯盟未能跨越百分之五門檻，因此未取得席次。
2006年拉脫維亞議會選舉，該聯盟贏得18席，並加入執政聯盟。綠黨黨魁因杜利斯·艾姆西斯當選拉脫維亞議會議長。
2006年，雷姆伯格斯出馬角逐總理寶座，但之後在7月20日被控貪污，詐騙，賄賂，洗錢和濫用民選公職，遭到當局拘留調查。

## 意識形態
該聯盟是基於兩黨選民所共享的相似情感。拉脫維亞人支持傳統小農，認為比大規模農業更為環保：自然受到發展威脅，而小農場也受到大規模工業化農場挑戰。這項觀點導致綠色政黨與農民政黨的合作，這在其他國家十分罕見。
綠人與農民聯盟主張歐洲懷疑主義。 他們反對所有非公民授予公民權或地方選舉投票權。

## 選舉表現

### 拉脫維亞議會
| 年   | 得票    | 得票率（%） | 席次     | +/-  | 執政               |
| ---- | ------- | ----------- | -------- | ---- | ------------------ |
| 2002 | 93,759  | 9.5 (#5)    | 12 / 100 |      | 是                 |
| 2006 | 151,595 | 16.8 (#2)   | 18 / 100 | ▲ 6  | 是                 |
| 2010 | 190,025 | 20.1 (#3)   | 22 / 100 | ▲ 4  | 是                 |
| 2011 | 111,955 | 12.2 (#5)   | 13 / 100 | ▼ 9  | 反對黨             |
| 2014 | 176,922 | 19.74 (#3)  | 21 / 100 | ▲ 8  | 是                 |
| 2018 | 83 675  | 9.92 (#6)   | 11 / 100 | ▼ 10 | 反對黨             |
| 2022 | 113,676 | 12.58 (#2)  | 16 / 100 | ▲ 5  | 反對黨 (2022-2023) |
| 2022 | 113,676 | 12.58 (#2)  | 16 / 100 | ▲ 5  | 是 (2023-)         |

## 外部連結
- 官方網站 （页面存档备份，存于）